# Torpedo (česká značka vozidel)

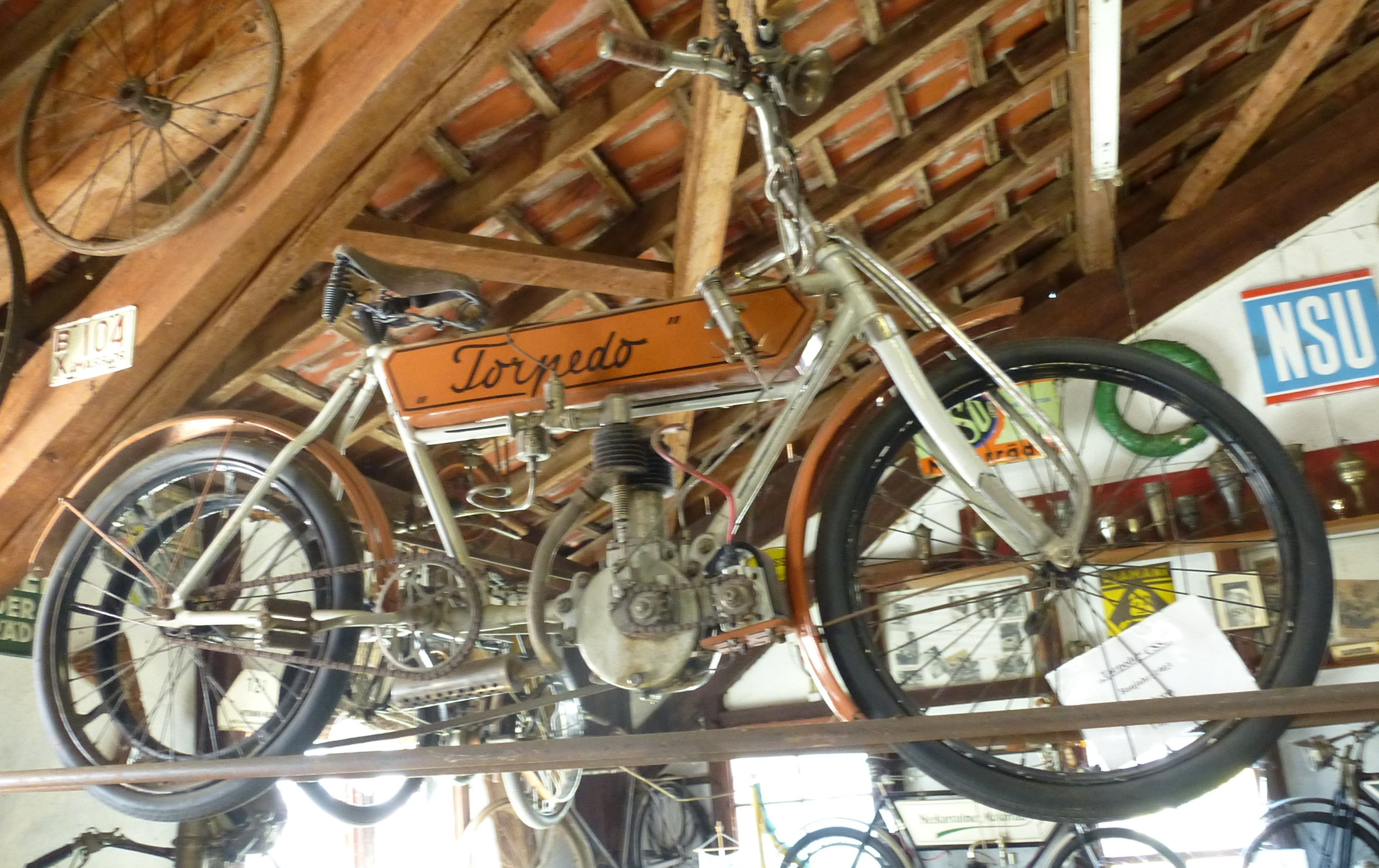
Motocykl Torpedo z roku 1903

Torpedo byla obchodní značka české továrny František Trojan & Alois Nagl, Továrna velocipedů a motocyklů Torpedo v Kolíně vyrábějící jízdní kola, motocykly a v menších sériích také automobily. Firma fungovala v letech 1901 až 1914, tedy v období Rakouska-Uherska.

## Historie společnosti
V éře stále se zvyšující poptávky po jízdních kolech a motocyklech založil František Trojan (1877–1930) v Kolíně roku 1901 vlastní firmu na výrobz tohoto sortimentu. Ve spolupráci s Trojanovým kolegou a následně i podílníkem Aloisem Naglem (1878–1927) zde v letech 1903 až 1914 vznikly motocykly originální konstrukce se značkou Torpedo. V letech 1906 až 1907 se vyráběly také automobily.  Podle jiného zdroje byl dokončen a představen na pražské výstavě automobilů roki 1907 pouze jeden vůz. Později se továrna zaměřila i na vývoj a výrobu  leteckých motorů. Výroba byla ukončena se začátkem první světové války.
Po skončení války a vzniku Československa založili roku 1921 dva bývalí zaměstnanci firmy v Kolíně firmu Posejpal & Zwetschke, produkující jízdní kola a motocykly. Firma však roku 1923 zanikla. 

## Vozidla

### Automobily
Společnost vyrobila několik menších vozidel Torpedo  s motorem V2 s ovládáním ventilů SV původní tovární konstrukce o výkonu 7 koní.  Otevřená korba byla uzpůsobena prostor pro dvě osoby. 

### Motocykly
V nabídce firmy byly také motocykly: s jednoválcovými motory o výkonu 3,5 nebo 4 HP (koní), dále pak modely s dvouválcovými motory o výkonu 6 a 8 HP a jediný čtyřválec Torpedo V4 z roku 1909.